# Eptatretus bobwisneri
Eptatretus bobwisneri is een kaakloze vissensoort uit de familie van de slijmprikken (Myxinidae). De wetenschappelijke naam van de soort is voor het eerst geldig gepubliceerd in 2013 door Fernholm, Norén, Kullander, Quattrini, Zintzen, Roberts, Mok en Kuo.

## Synoniem
- Eptatretus wisneri McMillan, 1999